# Nicolas Slonimsky
Nicolas Slonimsky   (Sant Petersburg, 15 d'abril de 1894 (Julià) - Los Angeles, 25 de desembre de 1995) nascut Nikolai Leonídovitx Slónimski (rus: Никола́й Леони́дович Сло́нимский), fou un compositor, director d'orquestra, pianista crític musical i lexicògraf russoestatunidenc.

## Vida i obra

### Primers anys a Rússia i Europa
Slonimsky va néixer a Sant Petersburg, llavors part de l'Imperi Rus. Era d'origen jueu; el seu avi era el rabí Hayyim Selig Slonimski. Els seus pares van adoptar la fe ortodoxa després del naixement del seu germà gran, i Nicolas va ser batejat a l'Església Ortodoxa Russa. La seva tia materna, Isabelle Vengerova, més tard fundadora de l'Institut de Música Curtis de Filadèlfia, fou la seva primera professora de piano.
Va créixer en la intel·liguèntsia. Després de la Revolució Russa de 1917, es va traslladar al sud, primer a Kíev, després a Constantinoble, i finalment a París, on ja havien fugit molts altres músics russos i la seva germana Iúlia Slónimskaia Sazónova.Va treballar com a acompanyant del director d'orquestra Serge Koussevitzky, i va recórrer Europa el 1921–22 com a acompanyant de Vladímir Rózing. El 1923, Rózing es va convertir en director d'òpera a l'Escola de música Eastman de Rochester, Nova York, i va convidar Slonimsky a unir-se a ell.
El germà petit de Slonimsky, Mikhaïl, va romandre a Rússia i es va convertir en escriptor. El seu nebot, Serguei Slonimski, es va convertir en compositor. El seu cosí Antoni Słonimski fou un destacat poeta polonès.

### Carrera com a director d'orquestra
A Rochester, Slonimsky va continuar la seva composició i direcció d'estudis, amb Albert Coates i Eugène Goossens, i va acompanyar Rosing en molts recitals vocals, inclosa una actuació al Carnegie Hall l'octubre de 1924. Després de dos anys, es va traslladar a Boston, on Koussevitzky s'havia convertit en director de l'Orquestra Simfònica de Boston, i va reprendre la seva feina de pianista i ara secretari bilingüe. Durant aquest temps, Slonimsky va ensenyar teoria musical al Conservatori de Boston i al Conservatori de Malkin i va començar a escriure articles musicals per a The Boston Evening Transcript, The Christian Science Monitor i la revista The Etude.

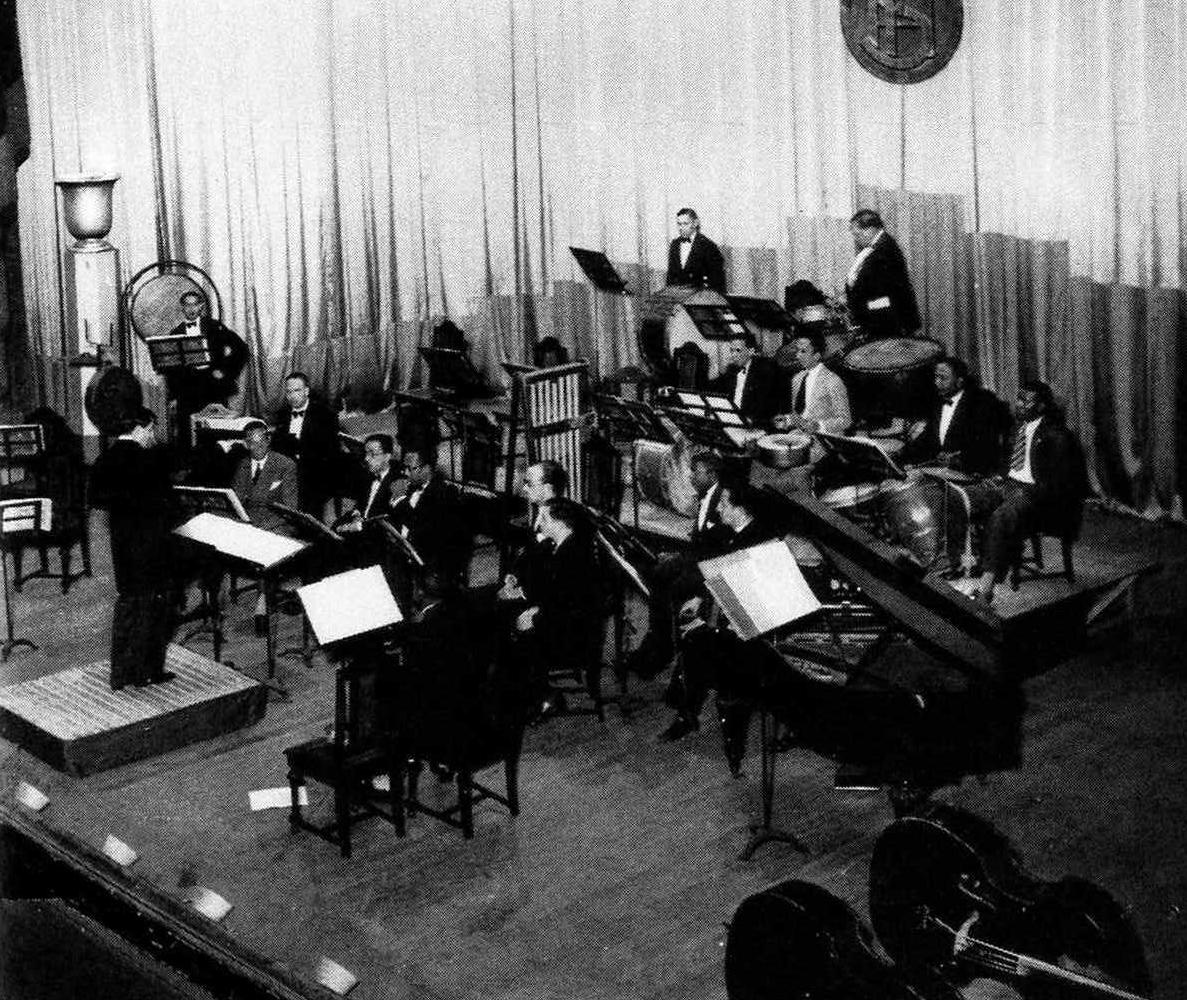
Nicolas Slonimsky dirigint Ionisation a l'Havana

Slonimsky va començar a escriure cançons i altres peces incidentals i va actuar com a solista de piano i acompanyant vocal. El 1927 va formar la Boston Chamber Orchestra, per a la qual va sol·licitar música a compositors contemporanis. Slonimsky fou un destacat intèrpret de música contemporània, i pel seu interès a interpretar-la va conèixer Henry Cowell i Charles Ives. Va dirigir les estrenes mundials de l'obra d'Ives Three Places in New England el 1931 (a la sala The Town Hall de Nova York) i d'Ionisation d'Edgard Varèse per a tretze percussionistes el 1933, i diverses altres obres.
Va rebre la ciutadania dels Estats Units el 27 d'abril de 1931; el 30 de juliol del mateix es va casar, a París, amb Dorothy Adlow, crítica d'art del setmanari bostonià The Christian Science Monitor. Fou activa com a crítica, va donar conferències àmpliament als Estats Units i va dedicar-se a fer de jurat d'art. Llur filla, Electra, després va editar les seves cartes i va compilar-ne les obres.
El 1932, Slonimsky va dirigir una sèrie de concerts a l'Havana, on destaquen Ives, Ruggles, Cowell, Amadeo Roldán i Alejandro García Caturla. Després va viatjar a París, Berlín i Budapest per a realitzar més concerts. Va esmentar en el seu moment que considerava la direcció musical com "l'aproximació més propera a la música en moviment". Gràcies a la popularitat d'aquestes gires, va ser convidat a realitzar cinc concerts al Hollywood Bowl l'estiu de 1933. La seva acollida fou controvertida i va rebre crítiques crítiques mixtes.

### Escrits i crítica musical
Al llarg de la seva vida, Slonimsky va escriure abastament per publicacions periòdiques i diaris, va produir notes de programes i notes d'àlbums i va contribuir a nombroses obres de referència. Es va descriure a si mateix com un "diaskeuast" (del grec διασκευαστής), un "revisor o interpolador".Quan la seva carrera de direcció es va alentir, va passar més temps escrivint sobre música. Va produir la cronologia Music Since 1900, i després de viatjar a Amèrica Llatina, va produir la primera cobertura a fons en anglès, Music of Latin America. El 1947 va publicar el Thesaurus of Scales and Melodic Patterns, que després es convertiria en una de les seves obres més influents com a llibre font per a compositors i intèrprets. Va influir en molts músics i compositors de jazz, entre ells Allan Holdsworth, John Coltrane, Frank Zappa i Paul Grabowsky, i romania a la impremta 60 anys després, però fou ignorat en gran manera durant anys després de la seva publicació. Quincy Jones va dir en una entrevista de febrer de 2018: 
| « | Cada cop que veia Coltrane tenia el llibre de Nicolas Slonimsky. | » |

A continuació van arribar dos llibres per a nens, The Road to Music i A Thing or Two About Music, amb acudits, anècdotes i trencaclosques. Llavors, el 1953, Slonimsky va treure a la llum el Lexicon of Musical Invective ("Critical Assaults on Composers since Beethoven's Time"), una col·lecció de crítiques hilarants, insultants, vituperatives i rabioses contemporànies a les grans obres musicals del seu temps. L'objectiu final del llibre era demostrar una analogia entre el rebuig del públic a la música innovadora del segle XX (sobretot la música dodecafònica dels nouvinguts i Ígor Stravinski) i un rebuig similar a les obres del compositors dels segles passats, que ara es reconeixen com a obres mestres.
El 1958, es va convertir en redactor del Baker's Biographical Dictionary of Musicians, on va desenvolupar una reputació de precisió factual,i va romandre com el seu redactor en cap fins al 1992.

### Darrers anys i obra
El 1964 va morir l'esposa de Slonimsky i aquest es va traslladar a Los Angeles. Va ensenyar a l'UCLA durant tres anys i va fer conferències i va parlar sobre música. A les seves classes es presentava tot fent un joc de paraules, en anglès, amb el seu cognom: "Slonimsky. S-L-O com a "slow" (lent), N-I-M com a "nimble" (àgil), S-K-Y com a "sky" (cel). Tenia un sentit de l'humor molt agut i era un convidat habitual en programes de ràdio i televisió, inclòs el programa Tonight Show de Johnny Carson. La cadena de televisió pública de Nova York, WNET, va enregistrar una entrevista amb ell per al segment Aging' ("Envelliment") de la sèrie de PBS The Mind.
Es va fer amic del compositor i guitarrista de rock d'avantguarda Frank Zappa i va interpretar algunes de les seves pròpies composicions en un concert de Zappa a Santa Monica, Califòrnia el 1981. Va nomenar el seu gat Grody-to-the-Max després d'aprendre la frase de la filla de Zappa, Moon Zappa.
Slonimsky va escriure el Lectionary of Music com a "diccionari de lectura", com el va anomenar. Després el 1988, va publicar la seva autobiografia, Perfect Pitch, plena d'anècdotes sobre figures musicals del segle xx, inclosos els seus mentors i col·legues.
En el seu 98è aniversari, va visitar Sant Petersburg per participar en un festival de música. Un documental de la seva vida incloent el vídeo d'aquesta visita, A Touch of Genius, va ser emès per Film America en el seu centè aniversari i està disponible al web. Va morir a Los Angeles el 1995, als 101 anys.
Nicolas Slonimsky va morir el dia de Nadal de 1995 a Los Angeles, als 101 anys.

## Composicions

### Piano
- Minitudes
- Variations on a Kindergarten Tune / Variacions sobre una melodia infantil
- Yellowstone Park Suite
- Russian Nocturne / Nocturn rus
- Dos estudis
- Silhouettes Iberiennes / Siluetes ibèriques
- Russian Prelude / Preludi rus
- Modinha
- Variations on a Brazilian Tune (My Toy Balloon) / Variacions sobre una melodia brasilera
- Studies in Black and White / Estudis en blanc i negre

### Música de cambra
- Muss Perpetuo
- Suite (Сюита)
- Piccolo Divertimento
- Quaquaversal Suite

### Comercial i sàtira
- Five Advertising Songs / Cinc cançons publicitàries
- Gravestones at Hancock, New Hampshire (1945) / Làpides a Hancock, Nou Hampshire
- A Very Great Musician / Un molt gran músic
- I Owe a Debt to A Monkey (A Humorous Encore Song) / Tinc un deute amb un mico (una cançó humorística de bis)

## Llibres i altres escrits

### Llibres
- Music Since 1900 (1937)[b]
  - Supplement to Music since 1900 (1986)[c]
- Music of Latin America (1945)[d]
- Thesaurus of Scales and Melodic Patterns (1947)[e]
- The Road to Music New York (1947)[f]
- A Thing or Two about Music (1948)[g]
- Lexicon of Musical Invective (1953)[h]
- Baker's Biographical Dictionary of Musicians (1958).[i]
- The Concise Baker's Biographical Dictionary of Musicians (1987)[j]
- Perfect Pitch: A Life Story (1988)[1]
- Lectionary of Music (1989)[k]

### Escrits recopilats
- Nicolas Slonimsky: The First Hundred Years (1994)[l]
- The Great Composers and Their Works (Reeditat com a The Listener's Companion) (2000)[m]
- Nicolas Slonimsky: Writings on Music (2004)[n]
- Dear Dorothy - Letters from Nicolas Slonimsky to Dorothy Adlow (2012)[o]